# Coupe de Tunisie de football 1936-1937
Navigation
Coupe de Tunisie 1935-1936 Coupe de Tunisie 1937-1938
La Coupe de Tunisie de football 1936-1937 est la 13e édition de la coupe de Tunisie. Elle marque un tournant pour le football tunisien car, pour la première fois, une équipe nationaliste, l'Espérance sportive, parvient en finale, sans oublier le parcours de l'Étoile sportive du Sahel qui finit demi-finaliste. Mieux encore, même le club vainqueur compte cinq joueurs autochtones dans ses rangs. La finale est houleuse et suivie par un public très nombreux.

## Résultats

### Matchs préliminaires
Les premiers matchs préliminaires sont disputés le 4 octobre 1936 :
- Union sportive tunisienne - Savoia de La Goulette : 2 - 1
- Juventus de Mégrine - Union sportive souk-arbienne : 1 - 1 puis forfait
- Union sportive de Radès - Audace de Bizerte : 8 - 0
- Sporting Club de Tunis - Jeunesse sportive d'avant-garde[1] : 0 - 0

D'autres matchs sont disputés le 18 octobre :  
- Union sportive tunisienne - Savoia de La Goulette : 2 - 1
- Sporting Club de Tunis - Jeunesse sportive d'avant-garde :  2 - 0
- Espérance sportive - Kram olympique-Football Club du Kram (réunis) : 2 - 1
- Métlaoui Sport - Savoia de Sousse : 2 - 2 puis victoire de Métlaoui
- Patrie Football Club de Sousse[2] bat Stade kairouanais
- Sfax railway sport - Jeunesse olympique de Sfax : 2 - 0
- Étoile sportive du Sahel : Qualifiée directement
- Patrie Football Club bizertin - Racing Club de Tunis : 3 - 1
- Club sportif gabésien - Caprera de Sfax : 5 - 2
- Vaillante-Sporting Club de Ferryville - Aquila de Radès : 5 - 1
- Jeunesse de Hammam Lif - Club africain : 0 - 0 (arrêté) puis  3 - 1
- Club athlétique bizertin - Espérance de Mateur : 8 - 0
- Stade gaulois - Union sportive béjoise : 2 - 1
- Italia de Tunis : Qualifié en tant que détenteur de la coupe

### Huitièmes de finale
Les matchs sont disputés le 29 novembre.
| Équipe 1                  | Équipe 2                              | Score 90' |
| Sfax railway sport        | Club athlétique bizertin              | 1 - 0     |
| Stade gaulois             | Club athlétique bizertin              | 6 - 1     |
| Étoile sportive du Sahel  | Vaillante-Sporting Club de Ferryville | 2 - 1     |
| Jeunesse de Hammam Lif    | Sporting Club de Tunis                | 2 - 0     |
| Italia de Tunis           | Juventus de Mégrine                   | 4 - 0     |
| Union sportive de Radès   | Club sportif gabésien                 | 1 - 0     |
| Espérance sportive        | Patrie Football Club de Sousse        | 4 - 1     |
| Union sportive tunisienne | Métlaoui Sport                        | 1 - 0     |

### Quarts de finale
| Date             | Équipe 1                  | Équipe 2                  | Score 90' |
| 20 décembre 1936 | Union sportive tunisienne | Union sportive de Radès   | 1 - 1     |
| 27 décembre 1936 | Union sportive de Radès   | Union sportive tunisienne | 2 - 0     |
| 20 décembre 1936 | Stade gaulois             | Italia de Tunis           | 1 - 0     |
| 20 décembre 1936 | Étoile sportive du Sahel  | Jeunesse de Hammam Lif    | 3 - 2     |
| 20 décembre 1936 | Espérance sportive        | Sfax railway sport        | 3 - 1     |

### Demi-finales
| Équipe 1           | Équipe 2                 | Score 90' |
| Espérance sportive | Union sportive de Radès  | 2 - 0     |
| Stade gaulois      | Étoile sportive du Sahel | 2 - 1     |

### Finale
| Date  | Équipe 1      | Équipe 2           | Score 90' |
| 9 mai | Stade gaulois | Espérance sportive | 1 - 0     |

Le but de la victoire est marqué par Marius Lignières à la 32e minute.

## Source
- La Dépêche tunisienne et Le Petit Matin, rubriques  « Sports », 1936-1937